# Liste der Monuments historiques in Xivry-Circourt
Die Liste der Monuments historiques in Xivry-Circourt führt die Monuments historiques in der französischen Gemeinde Xivry-Circourt auf.

## Liste der Objekte
| Bezeichnung                                                | Beschreibung | Standort                            | Kennzeichnung | Schutzstatus | Datum | Bild |
| ---------------------------------------------------------- | --- | ----------------------------------- | ------------- | ------------ | ----- | ---- |
| Zwei Skulpturen: Heiliger Eligius und Heiliger Nikolaus    | Stein, 16. Jahrhundert | auf dem Friedhof im Beinhaus (Lage) | PM54001004    | Classé       | 1908  |      |
| Relief Madonna mit Kind zwischen Christophorus und Jakobus | Kalkstein, 17. Jahrhunderts | in der Kirche St-Symphorien (Lage)  | PM54001229    | Classé       | 2000  |      |
| Relief Abendmahl                                           | am Hauptaltar; Eichenholz, bezeichnet 1546 | in der Kirche St-Symphorien (Lage)  | PM54001003    | Classé       | 1908  |      |
| Hauptaltar                                                 | Altartisch, Altaraufbau und zwei Tabernakel; Kalkstein, Holz, teilweise vergoldet; Altartisch bezeichnet 1549, oberer Tabernakel aus dem 16. Jahrhundert, unterer Tabernakel vom Ende des 17. Jahrhunderts | in der Kirche St-Symphorien (Lage)  | PM54001172    | Classé       | 1996  |      |